# Minamoto no Masasada
O príncipe Minamoto no Masasada (源雅定, 1094 - 1162, também conhecido como Udaijin Nakanoin) foi um nobre do Período Heian da história do Japão.

## Vida
Masasada foi o segundo filho de Minamoto no Masazane e membro do Ramo Murakami Genji do Clã Minamoto.

## Carreira
Masasada serviu durante os reinados dos Imperadores: Toba (1105 a 1123); Sutoku (1123 a 1142); Konoe (1142 a 1155); Go-Shirakawa (1155 a 1162).
Masasada entra na corte em 1105 durante o reinado do Imperador Toba passando a servir no Konoefu (Guarda do Palácio) com o posto gonushōshō (Capitão da Guarda provisório) aos 12 anos de idade. Em 1111 assume também o posto de Mimasaka Kenkai (governador da província de Mimasaka). E em 1119 foi nomeado Sangi.
Em 1123 , no reinado do Imperador Sutoku,Masasada , foi promovido a Gonchūnagon (Chūnagon provisório), em 1130 foi transferido para o comando do Emonfu (Guarda da Fronteira), em 1131  foi efetivado Chūnagon e passa a ocupar o cargo de Kebiishi Betto (Chefe da Central de Investigações Policiais).
Em 1140 Masasada se torna diretor da escola Shogaku-in, a segunda em importância, atrás somente da Universidade Imperial. Shogaku-in foi fundada em por Ariwara no Yukihira no ano de 881. Ariwara era neto do imperador Saga, e portanto membro do Ramo Saga Genji que passou a dirigir a escola.  Mas depois da nomeação de Ariwara os Murakami Genji passaram a ter o controle daquela escola.
Em 1141 Imperatriz Nariko (Bifukumon-in, membro do Murakami Genji) passa a ser a kotaigo (esposa principal) do Imperador Aposentado Toba , com sua ascensão passa a apoiar os membros de seu ramo para que ganhassem influência política. Com isso Masasada concomitantemente a seus outros cargos passa a servir como Kōgōnomiya Taifu (encarregado da criadagem da imperatriz).
Em 1149, no reinado do Imperador Konoe, Masasada foi nomeado Naidaijin e em 1150 foi promovido a Udaijin. Nesta época ocorreu uma luta entre Taira no Kiyomori e Minamoto no Yoshitomo que resultou em setenta mortos entre membros do Clã Taira e do Clã Minamoto. Masasada e Fujiwara no Koremichi foram encarregados de investigar o caso, por trás do fato existia a luta contra a instituição do Insei que em alguns anos será o estopim para a Rebelião Hōgen.
Em 1154 Masasada se aposenta das funções e se torna um monge budista até sua morte em 1162. Como não tinha herdeiros adota: Masamichi (1118-1175, filho de seu irmão Akimichi) e Sadafusa (1130-1188, filho de Masakane e neto de Akifusa).

| Precedido por Minamoto no Masazane | -- 5º Líder dos Murakami Genji (1124 - 1154)            | Sucedido por Minamoto no Masamichi |
| Precedido por Minamoto no Masazane | -- 2º Líder dos Ramo Koga do Clã Minamoto (1124 - 1154) | Sucedido por Minamoto no Masamichi |
| Precedido por Sanjō Saneyuki       | 72º Udaijin (1150 - 1154)                               | Sucedido por Fujiwara no Munesuke  |
| Precedido por Fujiwara no Yorinaga | 25º Naidaijin (1149 - 1150)                             | Sucedido por Tokudaiji Saneyoshi   |